# Малышев, Геннадий Тимофеевич
Геннадий Тимофеевич Малышев (22 августа 1929, Омск, Сибирский край — 5 июня 1990, Москва) — советский театральный актёр и режиссёр, драматург и писатель.

## Биография
Родился в 1929 году в Омске.
Окончил актёрский факультет Ленинградского института кино и театра.
С 1953 года — актёр вначале в Большом драматическом театре в Москве, затем в театрах Куйбышева, Калинина, Иваново, Свердловска.
Во второй половине 1950-х годов играл в кино, дебютировав в главной роли в фильме «Зелёные огни», однако в дальнейшем не снимался.
В 1978 году переехал в Комсомольск-на-Амуре, где стал главным режиссёром Комсомольского-на-Амуре драматического театра.
Любовь к литературе подтолкнула к написанию первых пьес, затем прозы и с начала 1980-х, оставив театр, посвятил себя только литературе. Член Союза писателей СССР.
Умер в июне 1990 года в Москве, во время работы над архивами для третьей (не созданной) части своей трилогии «Лихолетье».

## Память
В 1991 году в Комсомольск-на-Амуре на доме № 19 по проспекту Первостроителей, где писатель жил с 1978 по 1990 годы жил и работал, была установлена мемориальная доска с барельефом.

## Творчество
В 1968 году на сцене Куйбышевского драмтеатра была поставлена его пьеса «Преступление продолжается» — о судьбе русских детей, вывезенных фашистами в Германию.
В 1970 году пьеса «Когда любишь» на Всесоюзном литературном конкурсе МВД СССР и Союза писателей СССР, посвященном 100-летию со дня рождения В. И. Ленина, удостоена третьей премии.
Автор пьес «Карьера капитана Грея», «Когда любишь», «Совесть моя и твоя», которые были поставлены на сценах разных театров.
Первый сборник рассказов «Ожидание» вышел в 1970 году, затем в 1979 году вышел сборник «Два берега».
В 1982 году в издательстве «Современник» вышла повесть «Вениамин Макарович», рассказывающая о событиях Великой Отечественной войны.
Начал работу над главной своей книгой — трилогией о гражданской войне на Дальнем Востоке. Первая книга — роман «Марь», опубликованный в журнале «Дальний Восток» в 1982 году, в этом же джурнале в 1988 году был опубликован второй роман трилогии «Лихолетье». С 1989 года активно изучал архивы, собирая исторический материал для третьей части о командарме Тряпицине — герое его заключительной книги трилогии «Противостояние», рукопись которой так и осталась недописанной и хранится в архиве автора.

## Фильмография
Снимался в фильмах:
- 1955 — Зелёные огни — Сергей Чобур, машинист — главная роль
- 1957 — Дон Кихот — эпизод
- 1958 — Андрейка — матрос-анархист
- 1959 — В твоих руках жизнь — эпизод
- 1979 — Что-то с телефоном — эпизод